# Dorsey B. Thomas
Dorsey B. Thomas (* 18. Oktober 1823; † 5. Juni 1897) war ein US-amerikanischer Politiker. Zwischen 1869 und 1871 war er als Präsident des Staatssenats praktisch Vizegouverneur des Bundesstaates Tennessee, auch wenn dieses Amt formell erst 1951 eingeführt wurde.
Über Dorsey Thomas gibt es so gut wie keine verwertbaren Quellen. Daher ist über sein Leben auch fast nichts bekannt. Im Jahr 1869 wurde er als Präsident des Staatssenats Stellvertreter von Gouverneur Dewitt Clinton Senter. Damit bekleidete er faktisch das Amt des Vizegouverneurs. Dieses Amt war bzw. ist in den meisten anderen US-Bundesstaaten verfassungsmäßig verankert. In Tennessee ist das erst seit 1951 der Fall. Er war Mitglied der Demokratischen Partei, während der Gouverneur Republikaner war. Der weitere Lebenslauf von Thomas liegt im Dunklen.